# Стрічковий гекон
Стрічковий або поясний гекон (Coleonyx variegatus) — вид геконів з роду Coleonyx. У США його також називають «Східним стрічковим геконом».

## Опис
Загальна довжина сягає 10—15 см. Тіло тонке, витончене, голова велика. шкіра жовтувата або коричнева. На тулубі є поперечні темно-коричневі смуги, між ними розташовані темні плями та цяточки. У цих геконів опуклі очі з рухливими повіками. Шкіра у стрічкового гекона шовковиста. Черево білувате. Лапи та хвіст тілесного кольору, у той час як голова коричнева з двома жовтувато-білими смугами, які виходять з ніздрів й з'єднуються за шиєю гекона.

## Спосіб життя
Живе серед кактусів, у кам'янистих напівпустелях та передгір'ях. Вдень відпочиває під камінням, норах гризунів. Вночі виходить на полювання. Харчується комахами та дрібними безхребетними. Приносить користь знищуючи отруйних скорпіонів та павуків.
Стрічковий гекон має своєрідну поведінку — крадучись за здобиччю гекон перед вирішальним стрибком високо підіймає тулуб на витягнутих лапах, задирає голову, нервово помахує хвостом на кшталт кішки, яка чекає на мишу.
Це яйцекладні плазуни. У серпні відкладає 2 яйця під каміння. За рік відбувається близько 3 таких кладок. Через 6 тижнів з'являються молоді гекони. Температура навколишнього середовища впливає на стать майбутніх геконів, зокрема, протягом першого тижня інкубації при температурі нижче 25 °C народжуються самки, при температурі близько 30 °C — самці.

## Розповсюдження
Мешкає у південних та західних штатах США — Каліфорнії, Аризоні, Юті, Неваді, Нью Мексика, а також на півночі Мексики.